# Športska dvorana Trnsko
Športska dvorana Trnsko je dvorana u Zagrebu. Namijenjena je svim športovima, i najveća je športska dvorana u Novom Zagrebu. 
Izgrađena je 1982., i njenu povijest obilježavaju razne športske priredbe koje su se održale u njoj. To su, npr. neke utakmice Univerzijade, koja se 1987. održala u Zagrebu, te Svjetskih vojnih igara 1999. 
I danas se mnoge priredbe tamo priređuju, kao što je veliki, tradicionalni, međunarodni Croatia karate kup. Ovu dvoranu najčešće je koristio KK Zagreb.
Kapaciteta je oko 2500 gledatelja.